# Meet- en regeltechniek
Meet- en regeltechniek beheerst dynamische systemen door aan de hand van metingen een proces bij te sturen. Zonder meting is er sprake van sturing, met meting van regeling. De meting wordt vergeleken met de gewenste waarde en bijgestuurd om een bepaald gewenst resultaat te produceren.
Het bijsturen van een systeem kost als regel tijd. Door het dynamisch gedrag van een systeem te bestuderen kan een technicus door toepassing van de regeltheorie een stabiel systeem ontwerpen dat snel tot het gewenste resultaat leidt.

## Regeltechniek
Een eenvoudig ongeregeld dynamisch systeem bestaat uit een enkele integrator, een voorwerp dat een variabele hoeveelheid van iets kan bevatten, bijvoorbeeld een bak met water. Het niveau in deze bak – de uitgang – is te regelen door er water bij te gieten of uit af te tappen – de ingang. Het gewenste waterniveau is de ingestelde waarde (setpoint), de man of de machine die aan de kranen draait is de regelaar. Zodra de regelaar het gewenste waterniveau gaat vergelijken met het werkelijke niveau en met de waterstroom ingrijpt, is er sprake van een geregeld systeem. De snelheid en de manier waarop het waterniveau op de gewenste waarde komt, is het regelgedrag. Dat hangt af van het te regelen systeem (de bak met water) en van de regelaar. Wat er gebeurt als iemand water uit de bak schept of er een paar liter bij gooit, is het stoorgedrag.

### Praktijkvoorbeeld
Stel een vat water (het systeem) waarin constant water stroomt. Denk daarbij ook aan de (verbruiker/het proces) onderkant van het vat waar via een kraantje meer of minder water wordt afgetapt (het stoorsignaal). Dit kraantje gaat willekeurig meer of minder open zodat er meer of minder water uit het vat stroomt, het waterpeil dus lager of hoger wordt en de regelaar dus meer of minder moet openen. De hoeveelheid water dat in het vat loopt is te regelen door de regelaar met regelklep (de actuator van het proces). Het niveau van het water wordt gemeten en naar de regelaar gebracht waar het wordt vergeleken met de ingestelde waarde. De meting kan op verschillende manieren gebeuren, bijvoorbeeld door een vlotter, met lichtsignaal, radar of door de hydrostatische druk onder in het vat te meten. De meetwaarde zelf wordt meestal in de vorm van een stroom, spanning of een digitale waarde naar de regelaar gebracht. De regelaar zal, als hij goed is ingesteld, trachten om het waterpeil zo goed mogelijk constant te houden door de watertoevoer, door middel van de klep, te regelen. Het waterpeil is dan de te regelen waarde.
Stel dat het waterniveau lager moet zijn. Dit wordt doorgegeven aan de regelaar via een wijziging in de waarde van het stroompje, spanning of een digitaal signaal en de regelaar gaat hierop inspelen door de klep tijdelijk een stukje te sluiten. Het peil zal beginnen te dalen en uiteindelijk op de gewenste waarde komen. Dit gedrag is het regelgedrag. Stel nu dat het uitgaande waterdebiet een stuk vermindert, dan zal het peil hierdoor stijgen, de regelaar zal hier ook op reageren en de klep een stukje verder dicht sturen tot uiteindelijk het peil weer de gewenste waarde heeft. Dit is het stoorgedrag.

### Kamerthermostaat
Een simpele regeling is de verwarmingsthermostaat. De thermostaat meet de temperatuur en als deze lager is dan de ingestelde waarde, wordt de verwarming ingeschakeld. Als de gemeten temperatuur hoger is, wordt de verwarming weer uitgeschakeld. Dit is een aan-uit-regeling, een soort regeling die vaak wordt toegepast bij systemen met looptijd. Systemen met looptijd zijn een geval van niet-lineaire systemen.

### P-actie
Het verschil tussen gemeten en gewenste waarde wordt Kp keer versterkt. De p-actie kan de statische fout niet wegwerken.

### I-actie
De I-actie telt de fouten bij elkaar. Het is met andere woorden een integrator of compressor, hoe langer de fout zal duren hoe sterker de regelaar zal reageren. Het is een trage regelactie, maar het kan de statische fout wel wegwerken. 
Een nadeel van een PI-regelaar is dat hij rap in saturatie gaat ten opzichte van een P-regelaar. Een anti reset windup (ARW) begrenst het werkingsgebied van de i-actie. ARW is een percentage op het percentage van de p-actie. Dus bij M = 50%, P= 10% en een ingangsbereik van 1000 is de P-actie bij een setpunt van 200°C tussen de 150 en de 250°C.  De i-actie zal bij ARW = 10% (10%* 100°C van de P-actie) reageren tussen 195 en 205°C. Nadeel is dat als de ARW te klein gekozen wordt, de statische fout niet weggewerkt wordt.

### D-actie
Deze regelaar zal bij foutveranderingen een uitgangssignaal geven. Hoe groter de foutverandering, hoe sterker de D-regelaar. Dit zorgt er dus voor dat het systeem sneller wordt, maar verhelpt niet de eventuele statische fout.

## Meettechniek
Om een proces te kunnen regelen, moet de te regelen grootheden eerst gemeten kunnen worden. Daarbij kunnen allerlei problemen ontstaan.
Zo verstoren metingen aan een elektrisch circuit onvermijdelijk de elektrische spanningen en stromen binnen dat circuit. Het kan nodig zijn de invloed van de meetinstrumenten te minimaliseren of zelfs te compenseren. De elektrotechnische meet- en regeltechniek omvat daarom ook de studie van sensoren die gebruikmaken van de elektrische of elektromechanische eigenschappen van een materiaal, bijvoorbeeld piëzo-kristallen voor het meten van druk en temperatuurafhankelijke weerstanden (NTC's, Pt100) voor het meten van temperatuur.
Soms zijn de te regelen grootheden niet goed direct te meten. In dat geval kan een Kalman-filter of een neuraal netwerk worden ingezet om die grootheden te schatten.

## Wiskundige analyse van in- en uitgangssignalen
In de regeltechniek wordt vaak gebruikgemaakt van transformaties, meestal fouriertransformaties voor periodieke continue signalen, Laplacetransformaties voor niet-stationaire continue signalen en z-transformaties voor discrete signalen. Deze zijn alleen van toepassing op lineaire systemen waar het superpositiebeginsel geldt. Is er sprake van een niet-lineair systeem, dan moet wellicht genoegen genomen worden met de beschrijving van een beperkt werkingsgebied waarbinnen een lineaire benadering verantwoord is. Bij de fouriertransformatie worden de signalen en het gedrag van te regelen systemen en regelaars omgezet van het tijddomein in het reële frequentiedomein: een signaal wordt daar opgevat als de som van sinussen en cosinussen van verschillende frequenties.
In het frequentiedomein kan het karakter van signalen en systemen in bepaalde opzichten gemakkelijker worden beoordeeld dan in het tijddomein: een piek in het frequentiedomein wijst op een grote bijdrage van een bepaalde frequentie aan het totale signaal. Bovendien kan het effect van een systeem op het spectrum van een bepaald ingangssignaal worden berekend door de overdrachtsfunctie (in het frequentiedomein) van dat systeem eenvoudig te vermenigvuldigen met het fouriergetransformeerde ingangssignaal. Voor de regeltechniek is dit interessant omdat een piek in de overdrachtsfunctie van een regelsysteem wijst op gevaar voor instabiliteit bij die frequentie. Er kan dan gerichte actie worden ondernomen, bijvoorbeeld door bij die piekfrequentie voor extra terugkoppeling te zorgen, of bij het ingangssignaal bij die frequentie een begrenzing aan te brengen.
Het spectrum van het uitgangssignaal kan worden teruggetransformeerd naar het tijddomein, dat geschikt is voor het aflezen van extreme waarden van het uitgangssignaal.
Vermenigvuldiging van overdrachtsfunctie en ingangssignaal, gevolgd door terugtransfomatie van het uitgangssignaal naar het tijddomein heeft hetzelfde resultaat als convolutie in het tijddomein van het ingangssignaal en de pulsresponsie van het systeem.